# کاترلا تنلاس
کاترلا تنلاس (نام علمی: Catharylla tenellus) نام یک گونه از تیره علف‌بیدان است.